# Kim Dae-eui
Kim Dae-eui (* 30. Mai 1974 in Hwaseong, Gyeonggi-do) ist ein ehemaliger südkoreanischer Fußballspieler und heutiger -trainer. Er spielte zuletzt als Spieler für Home United. Aktuell steht er als Trainer bei Suwon FC unter Vertrag.

## Karriere als Spieler

### Ausbildung
Ausgebildet wurde er an der Korea University, die er von 1993 bis 1996 besuchte. Anschließend schloss er sich den Halbprofiverein Hanil Bank FC an.

### Vereinskarriere
Nach seiner Ausbildung an der Korea University, schloss er sich den Halbprofiverein Hanil Bank FC an. Er blieb dort bis Ende 1997. Anfang 1998 unterschrieb er beim damaligen Japanischen Erstligisten JEF United Ichihara einen Vertrag. Er kam dort in der gesamten Saison auf insgesamt vier Einsätze. Nach Ende der Saison musste er den Verein verlassen. 1999 schloss er sich dem Halbprofiverein Ulsan Hyundai Mipo Dolphin FC an. Ein Jahr darauf bot Seong Ilhwa Chunma FC ihm einen Vertrag an, den er annahm. Mit Seongnam Ilhwa Chunma FC gewann er 2001, 2002 und 2003 die Südkoreanische Meisterschaft. Außerdem gewann er den Adidas-Cup 2002 sowie den Supercup im selbigen Jahr. Für Seongnam lief er insgesamt 92-mal auf und erzielte dabei 17 Tore. 2004 wechselte er zum Erzrivalen von Seongnam, Suwon Samsung Bluewings. Mit Suwon gewann er 2004 und 2008 erneut die Meisterschaft. Zudem gewann er den Korean FA Cup 2009, Samsung-Hauzen-Cup 2005 und 2008. 2005 konnte er außerdem noch den Supercup- und den A3 Champions Cup gewinnen. 2009 konnte er noch mit Suwon den Pan-Pacific Championship-Pokal gewinnen. Für Suwon lief er insgesamt 140-mal auf und erzielte dabei 15 Tore. 2011 verließ er den Verein und wechselte noch einmal. Diesmal ging er zu Home United in die singapurische Fußballliga. Für Home United lief er 14-mal auf und erzielte dabei ein Tor. Ende 2011 beendete er mit 32 Jahren seine aktive Spielerlaufbahn.

### Nationalmannschaftskarriere
Dae-eui wurde von 1997 bis 2004 in die Südkoreanische Nationalmannschaft berufen, für die er 13-mal auflief und dabei drei Tore erzielte.

## Karriere als Trainer
Nach seinem Karriereende blieb er Home United erhalten und wurde dort Co-Trainer. Anfang 2013 machte sein ehemaliger Verein Suwon Samsung Bluewings ihm ein Angebot, welches er annahm und nach Südkorea zurückkehrte. 2013 wurde er anschließend als Scout im Verein vorgestellt. Ab Mitte 2013 übernahm er anschließend den Posten des U-18-Trainers. Bis Ende 2015 konnte er aber mit der U-18-Mannschaft keine Erfolge verzeichnen, sodass er wieder 2016 als Scout für den Verein arbeitete. Anfang 2017 verließ er den Verein und ging zur Korea University in die U-League und wurde dort Co-Trainer. Im Oktober des selbigen Jahres erhielt er ein Vertragsangebot als Trainer bei Suwon FC, welches er annahm und kurz darauf am 12. Oktober als Trainer dort vorgestellt wurde. Mit Suwon FC belegte er am Ende der Saison 2017 den 6. Platz. Im darauffolgenden Jahr, konnte er mit seiner Mannschaft nicht um den Aufstieg mitspielen. Er beendete die Saison auf Platz 7. Im Pokal kam er bis in die 4. Hauptrunde. Nachdem er mit seiner Mannschaft in der 3. Hauptrunde die Jungwon-Universität mit 3:0 schlagen konnte, scheiterten er allerdings in der darauffolgenden Runde an Ulsan Hyundai knapp mit 0:1.

## Erfolge

### Als Spieler
- 5× K-League-Gewinner: 2001, 2002, 2003, 2004 & 2008
- 2× Korean-FA-Cup-Gewinner: 2000, 2009
- 1× Adidas-Cup-Gewinner: 2002
- 2× Samsung-Hauzen-Cup-Gewinner: 2005 & 2008
- 2× Südkoreanischer Fußball-Supercup-Gewinner: 2002, 2005
- 1× A3-Champions-Cup-Gewinner: 2005
- 1× Pan-Pacific Championship-Gewinner: 2009